# Nobuyuki Katsube
Nobuyuki Katsube (勝部 演之, Katsube Nobuyuki, nasceu em Tóquio, 23 de maio de 1938) é um ator e dublador japonês que trabalhou para En-kikaku. Fez várias dublagens de filmes e desenhos animados conhecidos.